# Vicente Mares
El doctor Vicente Mares Martínez (Chelva, Valencia, 1 de julio de 1633 - Chelva, 1695), fue un eclesiástico y erudito valenciano del siglo XVII.

## Biografía
Nació en la villa de Chelva, el día 1 de julio de 1633, hijo de Jaime Mares, labrador acomodado (que al enviudar fue ordenado sacerdote) y de Margarita Martínez.
Se doctoró en teología y obtuvo el beneficiado de las parroquias de San Pedro y San Nicolás de Valencia. Más tarde ocupó brevemente diferentes cargos dentro del obispado de Segorbe: notario apostólico, examinador sinodal, comisario del Santo Oficio y visitador general del obispado de Segorbe. 
En el año 1661 tomó posesión de la parroquia y arciprestazgo de Chelva, que mantendría hasta su muerte, acaecida en Chelva en 1695.

## Obras
Compuso un tratado de matemáticas y otro de cosmografía, que dejó inéditos. 
Su obra más importante es La Fénix Troyana (1681), editada por su autor en la imprenta de Mateo Senén, en la ciudad de Valencia. En dicha obra -dedicada a la Santísima Virgen del Loreto, por quien el autor sentía una gran devoción- se pueden encontrar datos históricos, geográficos y estadísticos referentes al reino de Valencia, sobre todo del Vizcondado de Chelva, que continúan siendo útiles para la historiografía actual, a pesar de las numerosas invenciones fantasiosas que contiene: por ejemplo respecto a sus habitantes originarios (incluso situó Chelva en el paraíso terrenal). Hay que advertir, sin embargo, que este tipo de cuestiones acríticas no eran nada extrañas por aquel tiempo.
La segunda edición de su célebre obra, realizada en 1931, corrió a cargo de la Imprenta La Federació y tuvo lugar en Teruel. Consta de 451 páginas, con varias láminas y fotografía de interés -sin paginar-: carátula de la primera edición de la obra (1681), «Vista general de Chelva, desde la partida del "Meclé"», «Acueducto de la "Peña Cortada" en las proximidades de Chelva», «Fachada de la Iglesia Parroquial», «Vista general de la Iglesia de Ntra. Sra. de los Ángeles», «Pila Bautismal de Ntra. Sra. de los Ángeles», «Altar mayor de la Iglesia Parroquial», «Iglesia de Santa Cruz», «Ermita de Nuestra Señora del Loreto», «Ermita de Ntra. Sra. del Remedio» y «Montes del Remedio y de la Torrecilla».